# Reclinatori

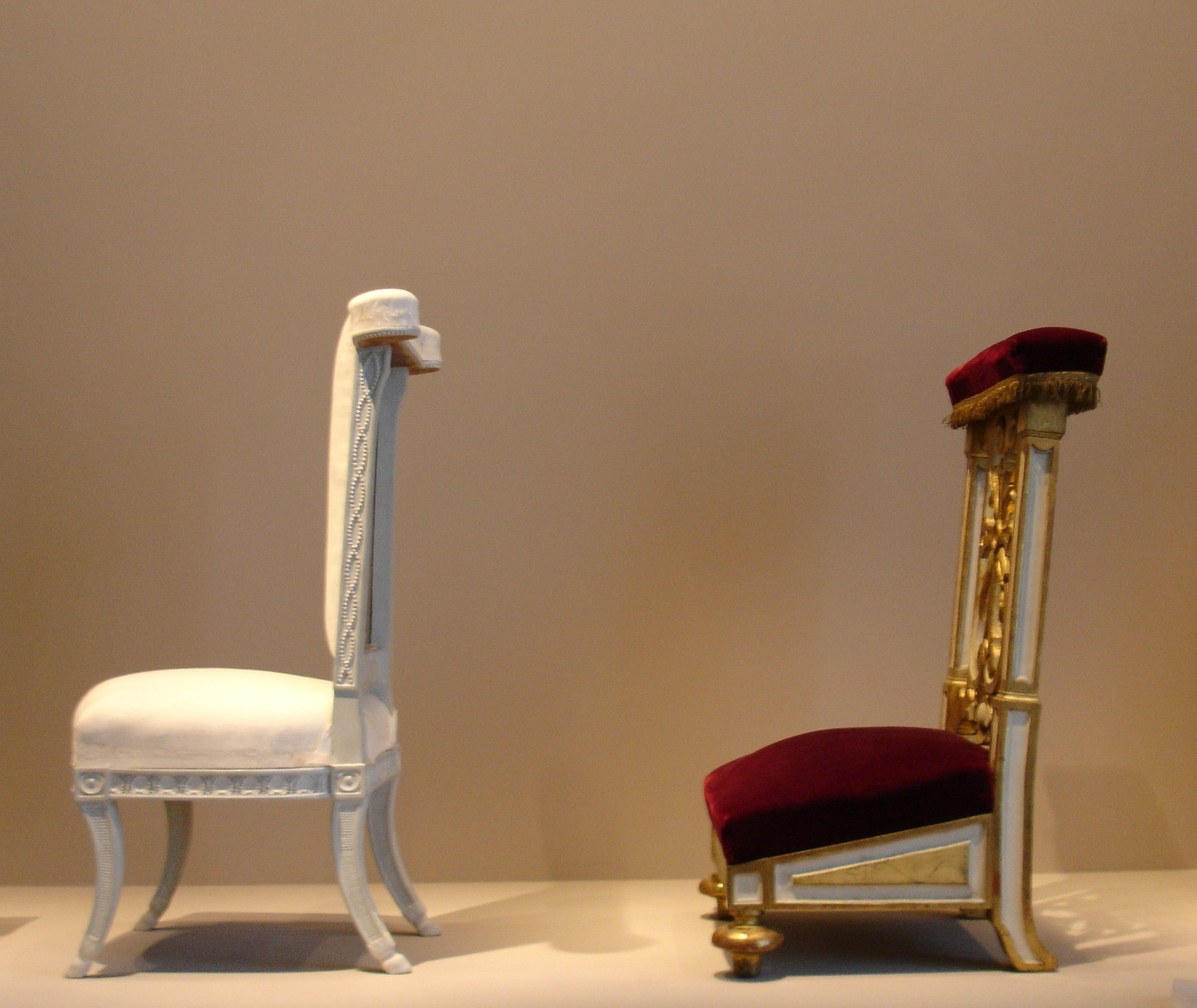
Reclinatoris

Un reclinatori és un tipus de moble per agenollar-se i pregar pensat, sobretot, per a l'ús privat, tot i que es troba sovint a moltes esglésies del continent europeu. És una espècie de seient petit i baix de fusta ornamental equipat amb un passamà per a recolzar-se i una peça embuatada sobre la qual agenollar-se. Els reclinatoris més modestos tenen una base de boga coberta per un coixí i el recolzabraços de fusta. Els més rics tenen tant la part inferior com la superior encoixinada i entapissada de vellut. Alguns tenen la funció de cadires que es transformen en reclinatoris plegant el selló.
Sembla haver rebut el seu actual nom a partir del segle xvi.